# Topònims de Rivert
Llistat de topònims del territori del poble de Rivert, de l'antic terme municipal de Toralla i Serradell, actualment integrat en el de Conca de Dalt, del Pallars Jussà, presents a la Viquipèdia.

## Bordes
| - Borda de Servent | - Borda del Caser | - Borda de Fèlix |  |

## Cabanes
| - Cabana de Joan Antoni | - Cabana del Teixidor |  |  |

## Corrals
| - Corral de Cucurell | - Corral de la Via |  |  |

## Esglésies

### Romàniques
| - Mare de Déu del Castell de Rivert | - Sant Martí de Rivert |  |  |

### D'altres èpoques
- Sant Joaquim de la Masia de Vilanova

## Masies (pel que fa als edificis)
- Masia de Vilanova

## Geografia

### Boscs
- Bosc de Salàs

### Camps de conreu
| - L'Argilosa - Caborrius - La Coma - Escarruixos - Les Feixes - L'Ínsula | - Llaunes - Camps de la Masia - Els Planells - Les Planes - Plantades | - Roderes - Sant Salvador - Seix de Joanet - Serboixos - La Serra de Mateu | - La Teulera - Les Vies - Vilanoves - La Vinya - Les Vinyes |

### Cavitats subterrànies
| - Cova les Balçs - Espluga de Castilló - Les Coves | - Cova de la Font - Cova de Josepó | - Cova del Manel - Espluga de Paradís | - Cova del Pubill - Forat dels Trullolets |

### Cingleres
| - Les Balçs | - Les Cadiretes |  |  |

### Collades
| - Pas de la Foradada | - Los Graus |  |  |

### Comes
| - Coma Cercua - La Coma | - Coma Engaliu - Coma Engavarnera | - Coma de Palomera - Sant Salvador | - Coma Savina |

### Congosts
- Congost d'Erinyà

### Corrents d'aigua
| - Barranc del Balç - Barranc del Barri - Barranc de les Comes - Barranc dels Escarruixos | - Barranc de l'Espluga de Paradís - Llau dels Graus - Barranc de Palomera | - Barranc de Rivert - Barranc de Ruganyers - Barranc de Sensui | - Barranc del Solà - Barranc del Solà - Barranc de Vilanova |

### Costes
| - Les Costes | - Costa Pelada | - Costes del Serrat |  |

### Diversos
| - Aspós - Bartugueres - Els Campets - Caners - Els Castells - Lo Corneral de Mateu - La Creueta de Pla - Escadolles | - L'Escudelló - La Font de Vilanova - Els Gargallars - Gavatx - Golelleres - El Graó - Isola | - La Llau de la Mola - Roca del Manel - Roca Mirana - Molinera - Els Oms - Pleta Verda - Prats de Servent | - Rebollans - Roderetes - Sant Miquel - Sensuis - Fornot - Tresdós - Masia de Vilanova |

### Entitats de població
- Rivert

### Masies (pel que fa al territori)
- Masia de Vilanova

### Muntanyes
| - Turó del Clot del Piu - L'Encreuament | - Pigal del Llamp - Turó de la Rebollera | - Pui Redon | - Tossal la Salve |

### Obagues
| - Los Bacs - Obaga de la Comella - Obac del Conill | - Obaga de la Font del Cristall - Els Obacs | - L'Obaga - Obaga de Palomera | - Obac de les Planes - Obaga de Vilanova |

### Planes
| - Els Planells | - Les Planes |  |  |

### Roques
| - Roca del Manel | - Roca Mirana |  |  |

### Serres
| - Serrat des Broncalars - Serra del Cavall - Serrat dels Cinccamps | - Serrat del Conill - Serrat de les Coves - Serrat de l'Extrem | - Serrat de les Forques - Serrat del Gargallar - La Serra de Mateu | - Serrat de la Rebollera - Serrat de Sant Joan - Serrat de Vilanova |

### Solanes
| - Solana de les Coves - Solana de la Foradada | - Les Solanes | - Los Solans | - Lo Solà |

### Vies de comunicació
| - Camí dels Escarruixos - Carretera de Rivert - Pista de Salàs de Pallars a Pleta Verda | - Camí vell de Salàs de Pallars a Rivert - Camí vell de Santa Engràcia a Rivert - Camí del Seix | - Camí del Solà - Carretera de Toralla a Vilanova | - Camí Vell de Toralla - Carretera de Toralla a Vilanova |